# 錫克斯巴赫河
49°43′45″N 10°10′02″E / 49.72923°N 10.16720°E

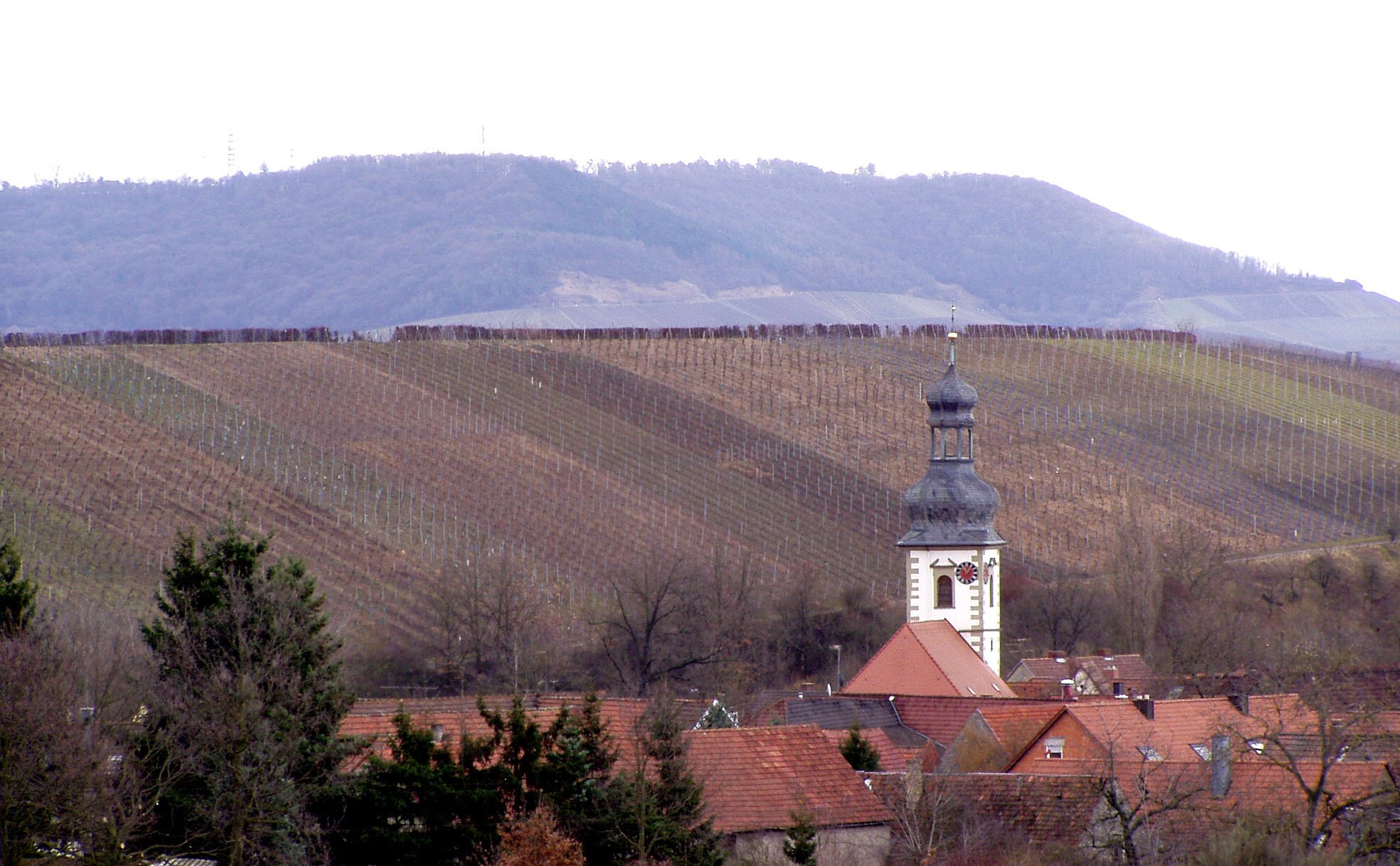

錫克斯巴赫河（德語：Sickersbach），是德國的河流，位於該國東南部，由巴伐利亞負責管轄，屬於美因河的左支流，河道全長13.5公里，流域面積31.9平方公里。